# Satraparchis
Satraparchis là một chi bướm đêm thuộc họ Geometridae.